# ارتباطات مبین‌نت
شرکت ارتباطات مبین‌نت شرکت ارائه خدمات ارتباطی باندپهن بی‌سیم است که در آذر ۱۳۸۷ تاسیس شد که پوشش دهی شبکه ی 4G اینترنت در تمامی استان ها و اغلب شهرها را دارد .

## خدمات
مبین‌نت به همراه ارائه اینترنت خانگی طیف گسترده‌ای از خدمات ارتباطی و اینترنتی سازمانی را نیز ارائه می‌کند که اینترانت داخلی تمامی بانک ها را نیز در بر می گیرد.
این شرکت در بهمن ماه ۱۳۹۷ طرح ارتقاء مودم های طرح وایمکس را به TD-LTE به پایان رساند.
مبین‌نت از سال ۱۳۹۳ خدمات اینترنتی، ارتباطی و میزبانی را نیز به سازمان‌ها ارائه می‌دهد.
این شرکت در ۱۰ بهمن ۱۳۹۵ علاوه بر پایگاه داده شبکه بی‌سیم سراسری خود را بر بستر فناوری TD-LTE راه‌اندازی کرد تا بتواند در کنار ارائه اینترنت پرسرعت بی‌سیم ثابت (TD-LTE)، خدمات اینترنت اختصاصی، شبکه‌های گستردهٔ ارتباطی و اینترنت مدیریت شده، و خدمات پایگاه داده مانند سرورهای مجازی و اختصاصی را نیز ارائه کند. 
مبین‌نت در سال ۱۳۹۷ خدمات هوشمند مبتنی بر اینترنت اشیاء را رونمایی کرد. از دیگر خدمات این شرکت، رایانش ابری است. نام سرویس رایانش ابری مبین نت، مبیکلود است.
همچنین شرکت ارتباطات سیار ایران {همراه اول} مالک اصلی شرکت ارتباطات مبین نت می باشد

### خدمات فیبر نوری (FTTH)
شرکت ارتباطات مبین‌نت، تحت برند تجاری **MobinNet**، از سال ۱۴۰۰ ارائه خدمات اینترنت پرسرعت مبتنی بر فیبر نوری (FTTH) را آغاز کرده‌است. این سرویس در مرحله رسمی خود، با حضور وزیر ارتباطات (ستار هاشمی) در خرداد ۱۴۰۴ در استان اردبیل راه‌اندازی شد و پروژه در ابتدا با اجرای ۲۹۱ کیلومتر حفاری و سرمایه‌گذاری حدود ۵۰۲ میلیارد تومان در این استان اجرا شده‌است.
تا پایان اسفندماه ۱۴۰۳، شرکت بیش از ۳۵۰٬۰۰۰ خانوار را تحت پوشش قرار داده و حدود ۶٬۴۰۰ مشترک فعال دارد؛ در این مسیر، بیش از ۱۲۲۰ کیلومتر حفاری، ۱۲۰۰ کیلومتر فیبرکشی، ۱۷۰۰ کیلومتر کانال‌سازی انجام و بیش از ۲۴.۴۰۰ میلیارد ریال سرمایه‌گذاری شده‌است.
این سرویس با سرعت تا ۱٬۰۰۰ Mbps، بدون نیاز به خط تلفن و با کیفیت بالا ارائه می‌شود.

## سهامداران
در سال ۱۳۹۷ همراه اول سهام خود در مبین‌نت را به بیش از ۸۰ درصد رساند.

## جوایز
مبین‌نت در سال ۱۳۹۵ در نوزدهمین همایش معرفی شرکت‌های برتر ایران (IMI100)، رتبه ۲۰۷ را کسب کرد و در بین ۵۰۰ شرکت برتر ایرانی قرار گرفت.